# Atlético Malagueño
Az Atlético Malagueño egy spanyol labdarúgócsapat. A klubot 1990-ben alapították, a Málaga CF tartalékcsapataként funkcionál. Jelenleg a negyedosztályban szerepel.

## Statisztika
| Szezon      | Osztály    | Poz. | Copa del Rey |
| ----------- | ---------- | ---- | ------------ |
| 1990-91-től | Regionális | —    |              |
| 1995-96-ig  | Regionális | —    |              |
| 1996/97     | 3ª         | 11.  |              |
| 1997/98     | 3ª         | 6.   |              |
| 1998/99     | 3ª         | 1.   |              |
| 1999/00     | 3ª         | 7.   |              |
| 2000/01     | 3ª         | 2.   |              |
| 2001/02     | 3ª         | 2.   |              |
| 2002/03     | 2ªB        | 2.   |              |

| Szezon  | Osztály | Poz. | Copa del Rey |
| ------- | ------- | ---- | ------------ |
| 2003/04 | 2ª      | 15.  |              |
| 2004/05 | 2ª      | 17.  |              |
| 2005/06 | 2ª      | 21.  |              |
| 2006/07 | 2ªB     | 20.  |              |
| 2007/08 | 3ª      | 15.  |              |
| 2008/09 | 3ª      | 4.   |              |
| 2009/10 | 3ª      | 6.   |              |
| 2010/11 | 3ª      | —    |              |

## Ismertebb játékosok
| - Cherno Samba - Juan González-Vigil - Alexis - Juan Calatayud - Diego Castro - Francis Durán - Jesús Gámez - Alex Geijo - Josemi - Juanito - Juan Rodríguez - Manolo - Nacho - César Navas |

## Külső hivatkozások
- Hivatalos weboldal (spanyolul)
- Futbolme (spanyolul)